# Mount Carmel (Illinois)
Mount Carmel è un comune degli Stati Uniti d'America, situato in Illinois, nella Contea di Wabash, della quale è il capoluogo.